# Gà so Đài Loan
Arborophila crudigularis là một loài chim trong họ Phasianidae.